# 乐育镇
乐育镇，是中华人民共和国云南省红河哈尼族彝族自治州红河县下辖的一个乡镇级行政单位。
2015年10月27日，云南省人民政府批复同意撤销乐育乡，设立乐育镇。

## 行政区划
乐育镇下辖以下地区：
乐育村、然仁村、尼美村、窝伙垤村、大新寨村和龙车村。

## 中国传统村落
2013年8月，龙车村、坝美村、尼美村、桂东村、玉古村被评为第二批中国传统村落。